# ماهی‌های درازگیس
ماهی‌های درازگیس (نام علمی: Cottocomephorus) نام یک سرده از تیره لنگرماهیان است.